# Evgenij Kuznecov
Evgenij Vladimirovič Kuznecov (in russo Евгений Владимирович Кузнецов?; Stavropol', 12 aprile 1990) è un tuffatore russo.

## Biografia
Evgenij Kuznecov è stato convocato in nazionale maggiore per la prima volta, in un grande evento sportivo, ai campionati europei di tuffi di Torino 2009, trovandosi al fianco di grandi campioni come Aleksandr Michajlovič Dobroskok, Dmitrij Michajlovič Dobroskok e Gleb Sergeevič Gal'perin, nonché di Aleksej Kravčenko e Oleg Aleksandrovič Vikulov e del giovane Il'ja Zacharov. Ha esordito con un quarto posto nel turno preliminare dal trampolino 1 metro entrando così nelle prime otto posizioni utili per l'accesso alla finale. In finale ha commesso un brutto errore nella seconda serie di tuffi ed ha terminato la gara con il settimo piazzamento.
Nel mese di luglio ha partecipato ai campionati mondiali di nuoto di Roma 2009 gareggiando per la sua nazionale nel trampolino 1 metro e 3 metri. In entrambe le discipline è stato eliminato nel turno qualificatorio concludendo rispettivamente con un ventiduesimo ed un trentaquattresimo posto. In questo evento, nella competizione del trampolino 3 metri, è stato il primo tuffatore nella storia dei tuffi ad aver portato in gara il quadruplo e mezzo avanti raggruppato, occasione nella quale prese un punteggio nullo.
L'anno successivo è stato convocato ai campionati europei di nuoto di Budapest 2010. L'11 agosto dal trampolino 1 metro si è qualificato per la finale con un terzo posto nel turno qualificatorio. In finale, complici due un errori nel terzo e nell'ultimo tuffo, non è riuscito a guadagnare alcuna medaglia ed ha ottenuto il quarto posto con 411,45 punti. La medaglia di bronzo poi andata allo spagnolo Javier Illana (414,35) è sfumata di 3,90 punti. Due giorni più tardi, il 13 agosto, è riuscito a guadagnare la medaglia di bronzo dal trampolino 3 metri concludendo alle spalle del tedesco Patrick Hausding e del connazionale Il'ja Zacharov. Nel turno preliminare aveva ottenuto la sesta posizione.
Nel 2011 ha partecipato ai campionati europei di tuffi svoltisi per la seconda volta consecutiva a Torino.
Il 9 marzo si è laureato campione europeo nei trampolino 1 metro. In finale ha superato l'ucraino Illja Kvaša e il francese Matthieu Rosset. Il giorno seguente, nel trampolino 3 metri si è qualificato per la finale con il terzo miglior punteggio. In finale ha vinto la medaglia di bronzo concludendo, come a Budapest l'anno precedente, alle spalle di Patrick Hausding e di Il'ja Zacharov. L'11 marzo, nei tuffi sincronizzati da tre metri, in squadra con Il'ja Zacharov, ha ottenuto la sua seconda medaglia d'oro europea lasciandosi alle spalle la coppia tedesca, composta dal protagonista dell'europeo in corso Patrick Hausding e da Stephan Feck, e da quella francese (Matthieu Rosset e Damien Cély).
La sua prima medaglia mondiale arriva il 19 luglio 2011, si tratta di un argento nel trampolino 3 m sincro, con il compagno Il'ja Zacharov, che sarà seguito poi da un bronzo nel trampolino 3 m individuale.
Grazie agli ottimi risultati mondiali, si è qualificato ai Giochi olimpici di Londra 2012, dove ha rappresentato la Russia nei concorsi dal trampolino 3 metri sia sincro che individuale. In coppia con Il'ja Zacharov ha vinto la medaglia d'argento olimpica nel trampolino 3 metri sincro. In tal modo, la Russia è riuscita a eguagliare il risultato ottenuto quattro anni prima a Pechino 2008 dal binomio Dmitrij Ivanovič Sautin e Jurij Aleksandrovič Kunakov.

## Palmarès
- Giochi olimpici

Londra 2012: argento nel sincro 3 m.
- Mondiali

Shanghai 2011: argento nel sincro 3 m e bronzo nel trampolino 3 m.
Barcellona 2013: argento nel trampolino 3 m e nel sincro 3 m.
Kazan 2015: argento nel sincro 3 m.
Budapest 2017: oro nel sincro 3 m.
- Europei di nuoto/tuffi

Budapest 2010: bronzo nel trampolino 3 m.
Torino 2011: oro nel trampolino 1 m e nel sincro 3 m, bronzo nel trampolino 3 m.
Eindhoven 2012: oro nel sincro 3 m e argento nel trampolino 1 m.
Rostock 2013: oro nel sincro 3 m, argento nel trampolino 3 m e bronzo nella gara a squadre.
Berlino 2014: oro nel sincro 3 m e argento nel trampolino 1 m.
Rostock 2015: oro nel sincro 3 m e argento nel trampolino 3 m.
Londra 2016: oro nel trampolino 3 m e argento nel sincro 3 m.
Kiev 2017: oro nel sincro 3 m.
Glasgow 2018: oro nel sincro 3 m, bronzo nel trampolino 3 m e nella squadra mista
Kiev 2019: oro nel trampolino 3 m e nel sincro 3 m.
Budapest 2020: oro nel trampolino 3 m e nella squadra mista, argento nel sincro 3 m.
- Universiadi

Kazan' 2013: oro nel trampolino 3 m e nel sincro 3 m, argento nella gara a squadre.
Taipei 2017: oro nel sincro 3 m e nella gara a squadre, argento nel trampolino 3 m e bronzo nel trampolino 1 m.